# Chwosty
Chwosty (biał. Хвасты, Chwasty; ros. Хвосты, Chwosty) – wieś na Białorusi, w obwodzie witebskim, w rejonie brasławskim, w sielsowiecie Dalekie.
Dawniej używana nazwa to Chosty.

## Historia
W czasach zaborów w granicach Imperium Rosyjskiego.
W 1865 wieś, zamieszkiwało tu 76 osób. Należała do gminy Bohiń i podlegała pod parafię Ikaźń. 
W dwudziestoleciu międzywojennym wieś leżała w Polsce, w województwie nowogródzkim (od 1926 w województwie wileńskim), w powiecie dziśnieńskim (od 1926 w powiecie brasławskim), w gminie Bohiń a następnie w gminie Opsa.
Według Powszechnego Spisu Ludności z 1921 roku wieś zamieszkiwało 164 osoby, 57 było wyznania rzymskokatolickiego a 107 prawosławnego. Jednocześnie 5 mieszkańców zadeklarowało polską przynależność narodową a 159 białoruska. Były tu 24 budynki mieszkalne. W 1931 w 44 domach zamieszkiwało 238 osób.
Miejscowość należała do parafii rzymskokatolickiej w Dalekiem i prawosławnej w Bohiniu. Podlegała pod Sąd Grodzki w Opsie i Okręgowy w Wilnie; właściwy urząd pocztowy mieścił się w Bohiniu.